# Cotton (アイドルグループ)
Cotton（こっとん）は、モモコクラブ桃組出身者からなる女性3人組アイドルグループ。キャッチフレーズは『平成のキャンディーズ』。
1990年10月に「ラビットの玉子たち」でデビュー。所属事務所はセイヨー、所属レーベルは日本コロムビア。

## メンバー
- 福田 浩子（ふくだ ひろこ、1975年3月14日（49歳））広島県出身。

血液型O型、身長158cm、B84・W58・H83。
第3回 ミスモモコクラブ」日本コロムビア賞。モモコクラブ 桃組 No.なし。愛称は「ひろぽん」。後に星野衣厘（ほしのえり）に改名。
- 谷内 智美（たにうち ともみ、1973年10月26日（51歳））

岐阜県岐阜市出身。血液型B型、身長161cm、B76・W58・H82。
1989年第3回「全日本国民的美少女コンテスト」。 1990年 第3回「ミスモモコクラブ」・セイヨー賞。モモコクラブ 桃組 出席番号No.なし。愛称は「たにやん」。
- 小塚 さおり（こづか さおり、1975年10月9日（49歳））

神奈川県川崎市出身。血液型B型、身長153cm、B78・W59・H85。
1991年 ‘90「ミスモモコクラブ」年間ベストテン1位。モモコクラブ 桃組 出席番号No.3008。
正式加入前は戸越かずこ（とごしかずこ）の芸名で出演。覆面アイドル芳賀ゆいに便乗して雑誌『BOMB!』（学習研究社）が企画した「芳賀ゆか」名義での活動もある。愛称は「さおりん」。

### 旧メンバー
- 岡田 有紀（おかだ ゆき、1974年2月17日（51歳））千葉県野田市出身。

千葉県立野田高等学校卒業。共栄学園短期大学出身。血液型A型、身長157cm、B78・W58・H82。
1989年、「ホリプロTHEオーディション」1990年、第3回「ミスモモコクラブ」グランプリ。モモコクラブ 桃組 出席番号No.3000。愛称は「ゆきぽん」。
母親が教師で「デビュー後にテストの点数が全科目のどれか1点でも下がったら引退」と忠告され、ちょうど1stライブと期末テストが重なったが何とか乗り切った。しかし前述の性格もあり過労が祟って結局引退に繋がってしまった。

## 来歴
- 岡田有紀は第3回ミスモモコクラブ・グランプリ、福田浩子が第3回 ミスモモコクラブ・日本コロムビア賞、谷内智美が第3回ミスモモコクラブ・セイヨー賞、と同年代で高成績を残していた。当時は3人組女性アイドルの全盛期であったため、所属のセイヨーと日本コロムビアが、グループでレコードデビューさせた。

## ディスコグラフィ

### シングル
| #              | 発売日         | タイトル                       | c/w                   | 規格           | 規格品番       | - オリコンチャート - 最高位 |
| 日本コロムビア | 日本コロムビア | 日本コロムビア                 | 日本コロムビア        | 日本コロムビア | 日本コロムビア | 日本コロムビア              |
| -------------- | -------------- | ------------------------------ | --------------------- | -------------- | -------------- | --------------------------- |
| 1st            | 1990年10月1日  | ラビットの玉子たち             | なめんじゃないョ 純愛 | 8cmCD          | CODA-8588      | 79位                        |
| 2nd            | 1991年2月1日   | ヴァージン・ウルフに気をつけて | てんとう虫のサンバ    | 8cmCD          | CODA-8650      | 99位                        |
| 3rd            | 1991年5月1日   | 恋の椅子取りゲームに勝つ方法   | 100カラットの涙       | 8cmCD          | CODA-8694      | 圏外                        |
| 4th            | 1991年7月21日  | 曇りのち晴れ渡辺くん           | ダンシング ミソ SOUP  | 8cmCD          | CODA-8782      | 圏外                        |

### アルバム

#### ミニ・アルバム
| #              | 発売日         | タイトル       | 規格           | 規格品番       | - オリコンチャート - 最高位 |
| 日本コロムビア | 日本コロムビア | 日本コロムビア | 日本コロムビア | 日本コロムビア | 日本コロムビア              |
| -------------- | -------------- | -------------- | -------------- | -------------- | --------------------------- |
| 1st            | 1991年3月1日   | Heart Date     | CD             | COCA-7212      | 圏外                        |

### 参加作品
| 発売日        | 商品名                 | 歌                       | 楽曲                       | 備考                                             |
| ------------- | ---------------------- | ------------------------ | -------------------------- | ------------------------------------------------ |
| 1991年4月21日 | やったぞジャンケンマン | Cotton                   | 「やったぞジャンケンマン」 | テレビアニメ『ジャンケンマン』オープニングテーマ |
| 1991年4月21日 | やったぞジャンケンマン | Cotton、森の木児童合唱団 | 「ジャンケンマン体操」     | テレビアニメ『ジャンケンマン』挿入歌             |

## タイアップ一覧
| 使用年 | 曲名                         | タイアップ                                                     | 収録作品                                 |
| ------ | ---------------------------- | -------------------------------------------------------------- | ---------------------------------------- |
| 1991年 | 恋の椅子取りゲームに勝つ方法 | テレビ東京系アニメーション『ジャンケンマン』エンディングテーマ | シングル「恋の椅子取りゲームに勝つ方法」 |
| 1991年 | 曇りのち晴れ渡辺くん         | テレビ東京系アニメーション『ジャンケンマン』エンディングテーマ | シングル「曇りのち晴れ渡辺くん」         |

## 出演

### 映画
- 地雷原 A mine field.（1992年） - 高木千夏（谷内智美）

### テレビ
- H・I・P（テレビ朝日）（福田浩子：マドモアゼルに所属の星野衣厘として）

### ラジオ
- アイドルCotton Club（西日本放送）

## 新聞・雑誌等
- 1990年8月 「BOMB!」
- 1990年9月、12月、1991年4月、8月 「熱烈投稿」（岡田有紀）
- 1990年10月 「BOMB!」（小塚さおり：芳賀ゆかとして）
- 1991年3月 「Momoco」インタビュー
- 1991年1月、7月 「熱烈投稿」（谷内智美）
- 1991年10月 「熱烈投稿」（Cotton）
- 1995年1月15日 「週刊ヤングジャンプ」（福田浩子：マドモアゼルに所属の星野衣厘として）
- 1995年6月 「Supremeな午後 -- 小塚さおり写真集」（ぶんか社 ISBN 978-4-8211-2052-9）

## その他の活動
- 福田浩子：「新・うれしはずかし物語3」（にっかつロマンポルノ 原作：ジョージ秋山　監督：大谷康之）
- 谷内智美：「地雷原」（地雷原プロジェクト 原案 主演：千葉慎一　監督：崎田憲一）1992